# Alberto I de Münsterberg-Oels
Alberto I de Münsterberg-Oels (en alemán, Albrecht I. von Münsterberg o Albrecht von Podiebrad; en checo, Albrecht z Minstrberka o Albrecht z Poděbrad; 3 de agosto de 1468, Castillo de Kunětická Hora - 12 de julio de 1511, Prostějov) fue miembro de la Casa de Poděbrady y un duque de los ducados silesios de Münsterberg y Oleśnica y conde de Kladsko.

## Vida
Alberto fue nieto del rey Jorge de Podebrady de Bohemia. Sus padres fueron Enrique, "el Viejo" de Münsterberg y Úrsula de Brandemburgo, hija del elector Alberto III Aquiles de Brandemburgo.
En 1487, Alberto se casó con Salomé (1475/76-1514), una hija del duque Juan II de Żagań y Großglogau. En 1488, sus hermanos menores, Jorge y Carlos también se casaron con hijas de Juan II.
Después de la muerte de su padre en 1498, los tres hermanos Alberto, Jorge y Carlos gobernaron juntos al principio, aunque cada uno de ellos vivía en su propia corte: Alberto en Kłodzko, Jorge en Oleśnica, Carlos en Münsterberg y después de 1530 en su recientemente construido castillo de Frankenstein. Los tres hermanos vendieron el condado de Kladsko en 1501 a su futuro cuñado Ulrico de Hardegg.  Sin embargo, conservaron el título de "conde de Kladsko" para ellos y sus descendientes, hasta que la línea masculina la rama Münsterberg de la Casa de Poděbrady se extinguió en 1647.
Alberto y Salomé tuvieron una hija, Úrsula (1498-1545). En 517, se casó con Enrique Riesenberg (en checo, Jindřich z Švihovský Ryzmberka), que murió en 1551.